# داني جرانجر
داني جرانجر (بالإنجليزية: Danny Granger)‏ مواليد 20 أبريل 1983 في نيو أورلينز، هو لاعب كرة سلة أمريكي بدأ مسيرته الاحترافية في سنة 2005. يبلغ طوله 6 قدم 9 بوصة (2.1 م).

## الميداليات
| الميدالية | المسابقة                         |
| --------- | -------------------------------- |
| ذهبية     | بطولة كأس العالم لكرة السلة 2010 |

## روابط خارجية
- داني جرانجر على موقع الاتحاد الدولي لكرة السلة (الإنجليزية)
- داني جرانجر على موقع إن بي أي (الإنجليزية)
- داني جرانجر على موقع سبورتس رفرنس (الإنجليزية)
- داني جرانجر على موقع كرة السلة الأوروبية.كوم (الإنجليزية)
- داني جرانجر على موقع كلية كرة السلة في سبورتس رفرنس.كوم (الإنجليزية)
- داني جرانجر على موقع ريلجم (الإنجليزية)
- داني جرانجر على موقع بروبوليرز (الإنجليزية)
- داني جرانجر على موقع سبورتس رفرنس (الإنجليزية)